# Roodstaarteekhoorn
De roodstaarteekhoorn (Paraxerus palliatus)  is een zoogdier uit de familie van de eekhoorns (Sciuridae). De wetenschappelijke naam van de soort werd voor het eerst geldig gepubliceerd door Peters in 1852.